# Waldo (film)
Waldo (v originále Last Looks) je mysteriózní film z roku 2022, který natočil režisér Tim Kirkby podle scénáře Howarda Michaela Goulda, který vychází ze stejnojmenného románu. Hrají v něm Charlie Hunnam, Mel Gibson, Morena Baccarin, Lucy Fry, Rupert Friend, Dominic Monaghan, Jacob Scipio a Clancy Brown.

## Děj
Bývalý detektiv Charlie Waldo žije tři roky v izolaci v karavanu, dokud se nevrátí do Los Angeles vyšetřovat vraždu manželky herce Alistaira Pinche. Nejprve odmítá, ale po zmizení své bývalé přítelkyně Loreny souhlasí, že zůstane jeden den.
Když je Alistair zatčen jako hlavní podezřelý, gangster Don Q naláká Charlieho zpět do jeho karavanu, tvrdíce, že Lorena tam ukryla „mem“. Dává mu ultimátum: najít jej do 24 hodin. Charlie zjistí, že Alistairova žena byla zabita jedním z jeho hereckých ocenění a že nábytek na místě činu byl přemístěn, což zpochybňuje policejní teorii. Policie mu prozradí, že Lorena byla údajně zabita kvůli memu, a vyhazovač Warren Gomes ho chce z případu odstranit.
Charlie se vloupá na večírek miliardáře Dariuse Jamshidiho, Gomesova zaměstnavatele. Následující den se postaví Donu Q kvůli Lorenině smrti, ale je omráčen jeho mužem. Zpráva od Loreny, která svou smrt fingovala, ho navede k ukrytému paměťovému zařízení na jeho pozemku.
Zjistí, že Jamshidi a rapper Swag Doggg mají děti ve stejné třídě jako Alistair. Všichni tři muži měli poměr se školní učitelkou Jayne White a snažili se Charlieho umlčet, aby aféry nevyšly najevo; Alistair ji dokonce přivedl do jiného stavu.
Charlie odhalí pravého vraha: Wilsona Sikorského, Alistairova zaměstnavatele. Sikorsky měl poměr s Alistairovou ženou a zabil ji, když pohrozila, že vše odhalí. Najal Charlieho, protože si myslel, že nic neodhalí a Alistair ponese vinu. Po vydírání od Gomese zabil i jeho.
Sikorsky uteče, ale Don Q ho zabije. Ukáže se, že na paměťovém zařízení je Donova epická báseň. Charlie a Lorena se znovu setkají.

## Obsazení
- Charlie Hunnam jako Charlie Waldo
- Mel Gibson jako Alastair Pinch
- Morena Baccarin jako Lorena Nascimento
- Lucy Fry jako Jayne White
- Rupert Friend jako Wilson Sikorsky
- Dominic Monaghan jako Warren Gomes
- Jacob Scipio jako Don Q
- Clancy Brown jako Velký Jim Cuppy
- Paul Ben-Victor jako poručík Pete Conady
- Method Man jako Swag Doggg
- David Pasquesi jako Darius Jamshidi
- Robin Givens jako Fontella Davis
- Josh McDermitt jako ředitel
- Steve Coulter jako Dr. Sebastian Hexter
- Deacon Randle jako Nini
- Rachel Hendrix jako Valerie
- David Michael-Smith jako soudní vykonavatel Canavan
- Xen Samsová jako Allie Jamshidiová